# Rio Gropiţa (Zeicu)
O Rio Gropiţa é um rio da Romênia, afluente do Zeicu, localizado no distrito de Hunedoara.